# Filhos da Revolução Americana
A Sociedade Nacional dos Filhos da Revolução Americana (SAR ou NSSAR em inglês) é uma organização americana patenteada pelo Congresso, fundada em 1889 e sediada em Louisville, Kentucky. Uma corporação sem fins lucrativos, descreveu seu propósito como manter e estender "as instituições da liberdade americana, uma apreciação pelo verdadeiro patriotismo, um respeito por nossos símbolos nacionais, o valor da cidadania americana [e] a força unificadora de E pluribus unum que criou, do povo de muitas nações, uma nação e um povo."
Os membros da sociedade são descendentes masculinos de pessoas que serviram na Guerra Revolucionária Americana ou que contribuíram para estabelecer a independência dos Estados Unidos. Dedica-se a perpetuar os ideais e tradições americanas e a proteger a Constituição dos Estados Unidos; o reconhecimento oficial do Dia da Constituição, Dia da Bandeira e Dia da Declaração de Direitos foram estabelecidos através de seus esforços. Tem membros nos Estados Unidos, Canadá, França, Alemanha, México, Espanha, Suíça e Reino Unido.
A organização é distinta da Filhos da Revolução, uma organização de descendentes separada fundada em 22 de fevereiro de 1876 pelo empresário John Austin Stevens e membros da Sociedade de Cincinnati. O fundador da SAR William Osborn McDowell discordou da exigência dos Filhos da Revolução na época de que todas as sociedades estatais deveriam ser subordinadas à sociedade de Nova Iorque.